# Nueva Luz y Vieja Luz
Nueva Luz y Vieja Luz son los términos ─entre otros─ que se utilizan en los círculos protestantes cristianos para distinguir entre dos grupos que inicialmente eran los mismos, pero que llegaron a un desacuerdo. Estos términos se han aplicado en una amplia variedad de formas, y el significado debe determinarse a partir del contexto. Por regla general, si una denominación está cambiando, y algunos se niegan a cambiar, la denominación se divide, los que no cambian se refieren a las «luces viejas», y los que cambiaron se refieren como las «luces nuevas».

## Historia
Los términos fueron utilizados por primera vez durante el Primer Gran Despertar, que se extendió a través de las colonias británicas de América del Norte a mediados del siglo XVIII. En la obra Faithful Narrative of the Surprising Work of God (1737), de Jonathan Edwards, un líder del movimiento de avivamiento religioso del Primer Gran Despertar, describe sus experiencias vívidas con la gracia divina como causante de una «lux nueva» en su perspectiva sobre el pecado y la expiación. Las Luces viejas y las luces nuevas en general se refieren a congregacionalistas y los bautistas en Nueva Inglaterra que tomaron diferentes posiciones en el Despertar, en las ramas tradicionales de sus denominaciones. Las luces nuevas abrazaron los avivamientos que se extendieron a través de las colonias, mientras que las luces viejas sospecharon de los avivamientos -y de su amenaza que parecía a la autoridad-. El historiador Richard Bushman acredita la división entre las luces viejas y las luces nuevas para la creación de factionalisme político en Connecticut a mediados del siglo XVIII. A menudo, muchos congregacionalistas de la nueva luz que habían sido convertidos bajo la predicación de George Whitefield dejaron esta conexión para convertirse en bautistas "de nueva luz" cuando no encontraron evidencia del bautismo infantil en la iglesia apostólica. Cuando se le habló de esta noticia, Whitefield se burló diciendo que estaba contento de oír sobre la ferviente fe de sus seguidores, pero lamentó que «muchos de sus polluelos se hubieran convertido en patos».  La Iglesia Presbiteriana en Pensilvania experimentaría una división durante el Gran Despertar, con aquellos elementos de la denominación que abarcan los avivamientos llamados "New Side" y aquellos que se oponen a avivamientos nombrados "Old Side".
A la Iglesia de Escocia en la década de 1790 las "Luces viejas" siguieron los principios de los covenanters, mientras que las "Luces nuevas" estaban más centradas en la salvación personal y consideraban las restricciones de los pactos como menos vinculantes.
Los términos también se utilizaron durante el Segundo Gran Despertar en América, a comienzos del siglo XIX. Las luces nuevas eran distintivas de las luces viejas en que eran más evangélicas y, como la historiadora Patricia Bonomi describe, traían una «ferocidad peculiar a fanáticos ... con grandes y extravagantes doctrinales morales».